# Arthur Mensch

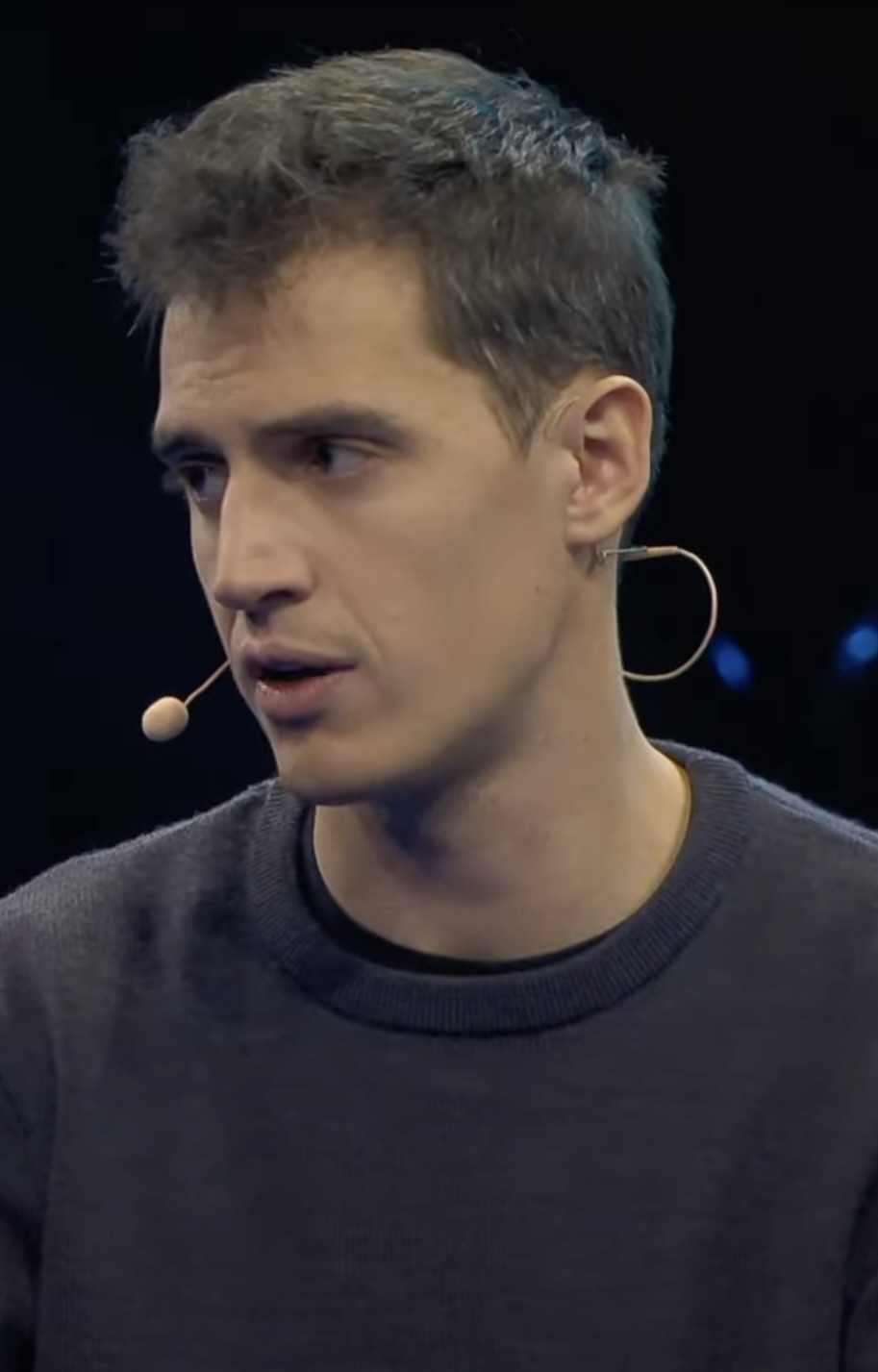
Arthur Mensch

Arthur Mensch (* 17. Juli 1992 in Sèvres bei Paris) ist ein französischer Ingenieur und Unternehmer. Er ist Geschäftsführer und Mitbegründer des Unternehmens Mistral AI.

## Leben
Arthur Mensch ist der Sohn einer Physiklehrerin und eines Unternehmers.

### Akademische Laufbahn
Am Lycée Vernant in Sèvres schloss er sein internationales Baccalauréat ab. Um sich auf den Concours für die Grandes Écoles vorzubereiten, absolvierte er die Vorbereitung am Lycée Hoche in Versailles.
Er studierte im Bachelor an der École polytechnique und absolvierte seinen Master der angewandten Mathematik an der École Normale Supérieure Paris-Saclay (ENS). Während seines Studiums absolvierte er ein Forschungspraktikum an der McGill-Universität in Kanada und ein Praktikum bei der Firma Option in Chile. Im Anschluss promovierte er von 2015 bis 2018 am Institut national de recherche en informatique et en automatique (INRIA) unter der Betreuung von Bertrand Thirion, Gaël Varoquaux und Julien Mairal im Bereich des maschinellen Lernens für die funktionelle Bildgebung des Gehirns. Als Gastwissenschaftler forschte er in Kyoto bei NTT. Er blieb noch zwei weitere Jahre als Postdoc in der Abteilung für Angewandte Mathematik an der ENS mit gastwissenschaftlichem Aufenthalt am Courant-Institut für Mathematik an der New York University.

### Berufliche Laufbahn
Ab 2020 arbeitete Mensch für drei Jahre bei DeepMind, dem KI-Labor von Google, in Paris. Dort arbeitete er an der Modellierung von Large Language Models (LLM).
Zusammen mit Timothée Lacroix und Guillaume Lample, die zuvor bei Meta arbeiteten, gründete er 2023 das Unternehmen Mistral AI. Er spielte eine bedeutende Rolle bei der Entwicklung der beiden LLMs Mistral 7B und Mixtral 8x7B.
Die französische Regierung hat Mensch zum Mitglied ihres Ausschusses für generative künstliche Intelligenz ernannt.